# Honnelles
Honnelles är en kommun i Belgien.   Den ligger i provinsen Hainaut och regionen Vallonien, i den sydvästra delen av landet, 70 km sydväst om huvudstaden Bryssel. Antalet invånare är 5 036.
Trakten runt Honnelles består till största delen av jordbruksmark. Runt Honnelles är det ganska glesbefolkat, med 48 invånare per kvadratkilometer.